# Església de Sant Miquel Arcàngel de Canet lo Roig
L'església de Sant Miquel Arcàngel de Canet lo Roig, d'estil renaixentista amb ampliació neoclàssica, és un temple catòlic situat al centre de la població i seu d'una parròquia del bisbat de Tortosa.

## Història

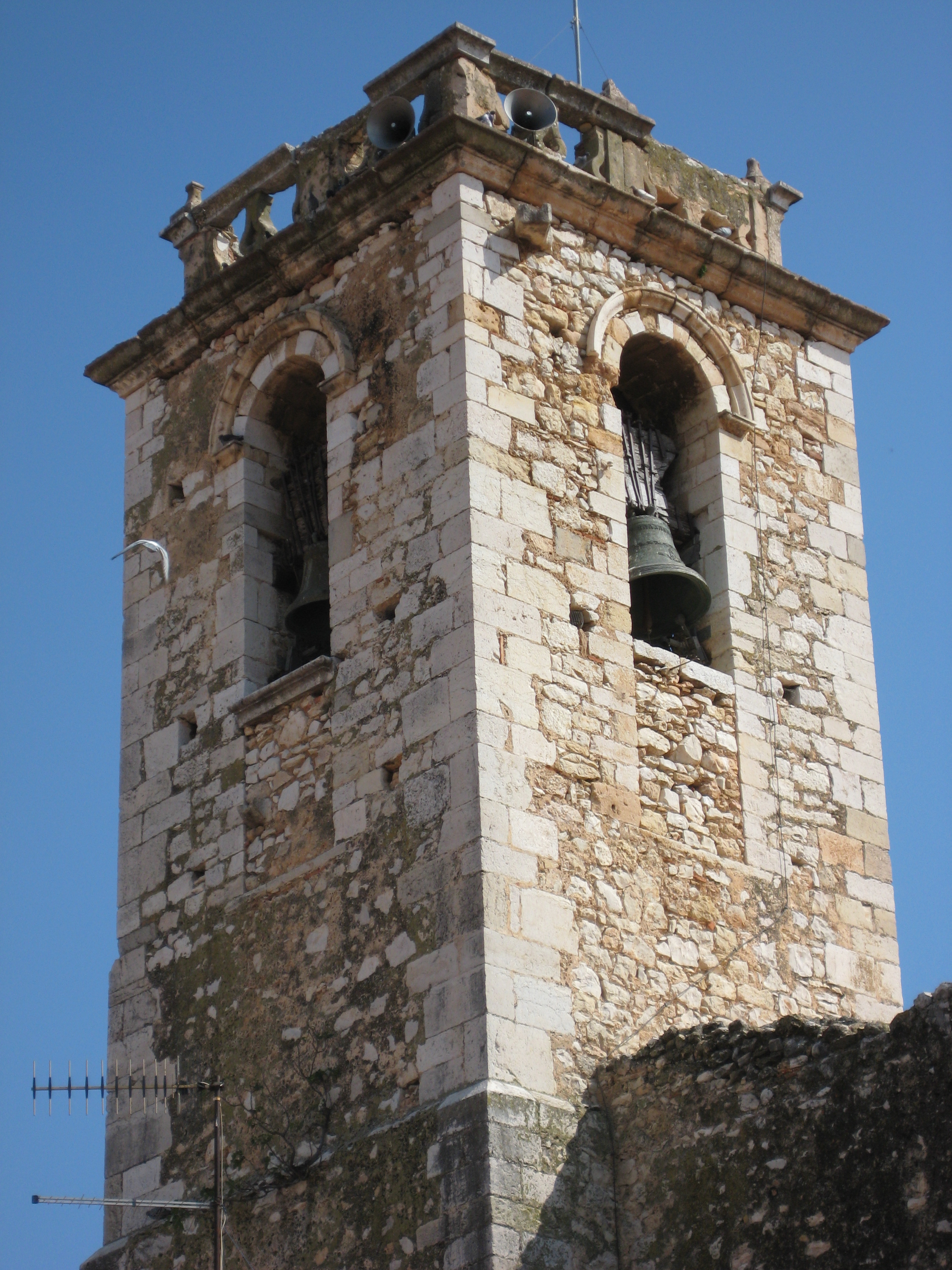

La construcció va començar al voltant de 1288, segons el model de temple de conquesta, en estil gòtic amb pervivències romàniques, i aprofitant murs i altres elements, com la porta de tradició romànica, actualment tapiada, és renovada en el segle xvi, possiblement per Martí Garcia de Mendoza, el qual, coneixedor del codi clàssic renaixentista, manté tipologies i composicions hereves de la tradició vernacla.
A mitjan segle xviii es va ampliar substancialment l'església, als peus de l'antiga construcció, canviant el lloc de la capella major. Les obres de l'absis i el creuer neoclàssic amb la cúpula es van finalitzar el 1793, i se celebraren el dia del patró, el 29 de setembre, segons l'indica una pedra esculpida. La capella de la Comunió és del mateix temps, tant pels models iconogràfics utilitzats per elaborar les pintures murals com per la connexió de les dues parts, capella i prolongació de l'església, mitjançant la sagristia.
El 1998, el tambor de la cúpula de l'església es va trencar. Després d'un estudi, la rehabilitació i consolidació, es va acabar a la darreria de 2001.

## Arquitectura
El conjunt té tres parts clarament diferenciades, la primitiva església renaixentista amb pervivències gòtiques, la prolongació neoclàssica als peus de l'antiga, creant un creuer i un nou absis, girant 180 graus el sentit del temple, i la capella de la Comunió, que naix en una capella lateral de la part primitiva del temple.

### Estructura

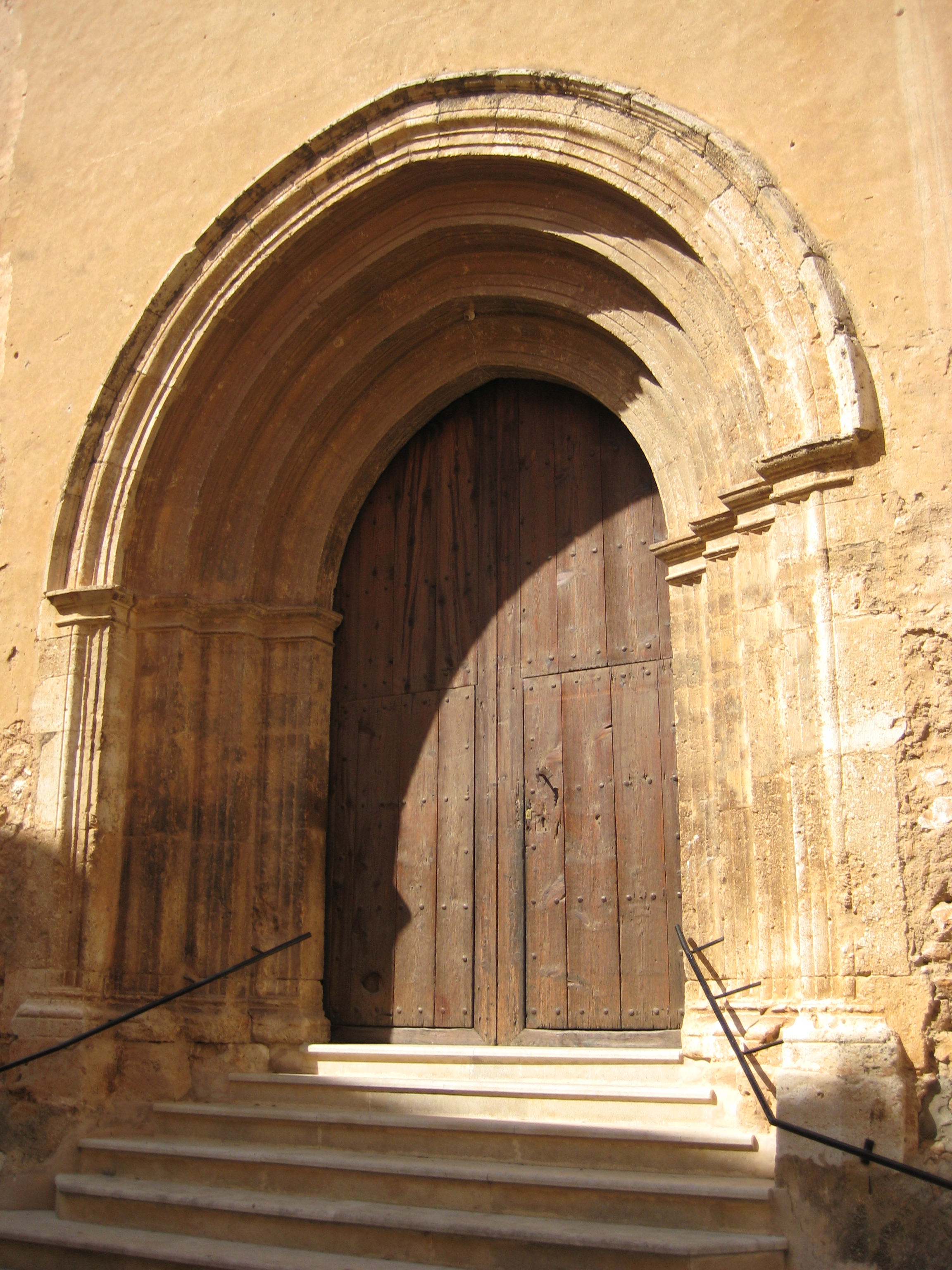

L'església primitiva consta d'una sola nau, espaiosa, de tres trams, amb capelles laterals entre els contraforts, i un absis vuitavat, des del qual s'accedeix a la sagristia i a la torre campanar. Està coberta amb volta de creueria, amb tercelets en l'absis, i alçat de panys nus de paret amb arcs de mig punt, mancat de pilastres, però amb claus tallades, historiades les unes, blasonades les altres i amb motius florals i geomètrics les restants.

### Portades

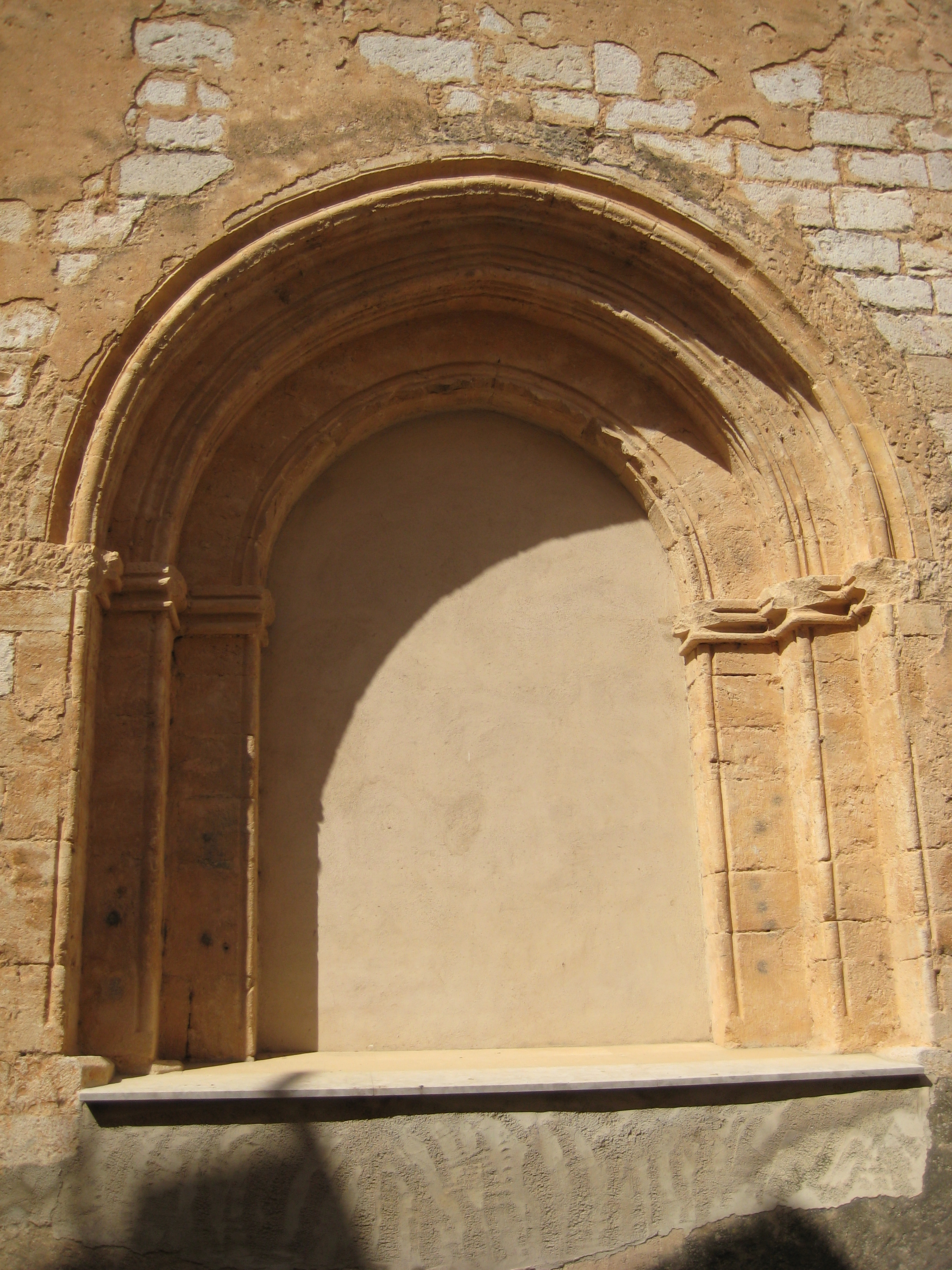

La portada principal és en un lateral, entre contraforts, al costat de l'Epístola, com era de costum en les esglésies romàniques. És una portada sense decoració, atrompetada, amb arcs apuntats decreixents, seguint una tipologia gòtica.
Al costat, una altra portada, tapiada actualment, de línies que corresponen a un romànic tardà, podria haver estat l'accés al temple primitiu.

### Torre-Campanar
La torre campanar, de planta quadrada, adossada a la capçalera de la primitiva església, amb obertures de mig punt encerclades amb un arrabà circular en cada cara al cos de les campanes, les quals estan tapiades en la part inferior; i rematada en balustrada. Presenta en el seu interior decoració gòtica. Obra de maçoneria de pedra i queixals de carreus en els costats.

### Capella de la Comunió
És un temple de planta de creu grega amb un transsepte més curt que la nau principal. Al primer tram de la capella hi ha dues capelles menors a cada costat, servint una d'elles, al costat de l'Evangeli, com accés a la sagristia. La coberta és de volta de canó amb llunetes, i el creuer es cobreix amb una cúpula sobre petxines i tambor amb ulls de bou, i se sosté per quatre pilastres corínties. Obra de maçoneria que mou de la capella lateral del costat de l'Evangeli de l'església primitiva, als peus, i és per tant, perpendicular a l'església.
La capella està decorada amb pintures al fresc de Joaquim Oliet i Cruella que conformen un complet programa iconogràfic d'exaltació de l'eucaristia.